# Sárkánykirály
A sárkánykirály a vizek gazdája és a sárkányok feje a kései kínai mitológia és népi folklórban. Alakja feltehetően a buddhizmus hatására alakulhatott ki Kínában. A források leggyakrabban négy sárkánykirályról tesznek említést, akik a négy égtáj tengereinek urai. Kultusza hosszú évszázadokon át igen népszerű volt Kína-szerte. Szinte minden városban, településen állítottak nekik templomot a folyók, a patakok partján vagy a gázlók menten, esetleg a kutaknál, és esőért fohászkodtak hozzá. Kedvelt alakja a népmeséknek, elbeszéléseknek és regényeknek, amelyekben általában öregemberkén jelenik meg. Az erős kínai kulturális hatásnak köszönhetően alakja Koreában is ismert és népszerű.

## Eredete
A sárkánykirály képzete a feltehetően a buddhizmus hatására valamikor az i. sz. első századokban alakulhatott ki Kínában, ugyanis a buddhista szutrák kínai nyelvre történő fordításakor a Nágarádzsa („kígyókirály”) szót lung-vang (longwang)ként („sárkánykirály”) adták vissza. Kezdetben a sárkánykirályok számát is átvették a buddhista irodalomból, például a Lótusz-szutra (szanszkrit: Szaddharma pundaríka szutra; kínaiul: Miao-fa lien-hua csing (Miaofa lianhua jing) 《妙法蓮華經》) kínai fordításában még nyolc szerepel belőlük, majd később, más művek tízet sorolnak fel.

## A négy sárkánykirály
Igen gyorsan elterjedt azonban a sárkánykirályokkal kapcsolatos taoista elképzelés is, amely a négy tengerhez (sze haj (si hai) 四海) társít egy-egy sárkánykirályt, azok uralkodóiként:
- Kuang-li (Guangli) (廣利) a Déli-tenger sárkánykirálya
- Kuang-te (Guangde) (廣德) a Keleti-tenger sárkánykirálya
- Kuang-cö (Guangze) (廣澤), más néven: Csung Li (Chong Li) (崇禮) az Északi-tenger sárkánykirálya
- Kuang-sun (Guangshun) (廣順), más néven: Cseng Heng (Zheng Heng) (正恆) a Nyugati-tenger sárkánykirálya

Később, az olyan 16-17. századi regényekben, mint például a Nyugati utazás vagy az Istenek birtokba helyezése (Feng-sen jen-ji (Fengshen yanyi) 《封神演義》) a négy sárkánykirály már más néven szerepel:
- Ao Kuang (Ao Guang) (敖廣 / 敖光), a Keleti-tenger sárkánykirálya
- Ao Csin (Ao Qin) (敖欽), a Déli-tenger sárkánykirálya
- Ao Zsun (Ao Run) (敖閏), a Nyugati-tenger sárkánykirálya
- Ao Sun (Ao Shun) (敖順), az Északi-tenger sárkánykirálya

## Alakja a néphiteben

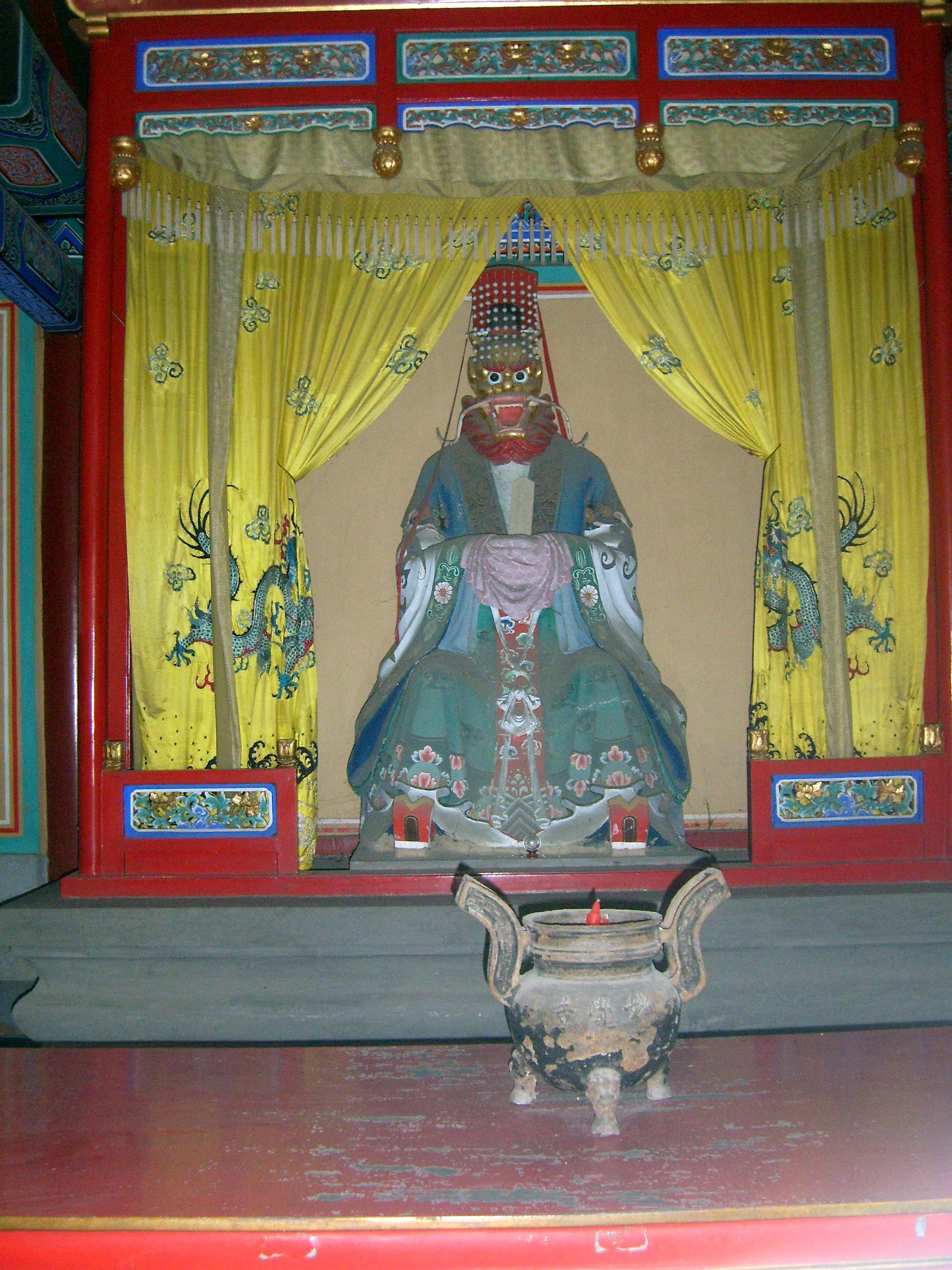
A sárkánykirály szobra egy, a tiszteletére emelt templomban

A korai szövegek szerint a sárkánykirályok leginkább a rendkívüli termetükkel tűntek ki a többi sárkány közül, mivel a hosszuk egy kínai mérföld (li = 0,5 km) volt. A későbbi mesékben és a néphitben nem is feltétlenül nevezik néven őket, és azt tartják róluk, hogy az őselemek uralkodói, akik alá tartozik a mennydörgés, a villám, a szél és az eső istene.
A sárkánykirályok kultusza hosszú évszázadokon át igen népszerű volt Kína-szerte. Szinte minden városban, településen állítottak nekik templomot a folyók, a patakok partján vagy a gázlók menten, esetleg a kutaknál. Aszály idején kivitték a sárkánykirály szobrát a templomból és a tűző napra helyezték, áradáskor pedig végigvitték az árvíz sújtotta vidéken, hogy saját szemével lássa, mekkora a kár, abban a reményben, hogy felébred a lelkiismerete, és intézkedni fog. Ha ez sem segített, előfordult, hogy a sárkánykirály szobrát „vízbe fojtották”. A kínai császárok közül többen is hivatalos címeket, rangokat adományoztak a sárkánykirályoknak, és arra is volt példa, hogy valami vétkük vagy mulasztásuk miatt megfosztották rangjuktól, és távoli vidékekre száműzték őket.
A késői folklórhagyományban a sárkánykirályt általában öregember alakjában képzelték el, aki a víz alatti kristálypalotájában (lung-kung (longgong) 龍宮) lakik, ahol tengeri állatokból verbuvált saját hadsereggel is rendelkezik. Az ábrázolóművészetekben gyakorta jelenik meg a botját markoló öregemberként, a botja díszgombja pedig sárkányfejet formáz.

## Az irodalomban
A fikciós irodalomban, „sárkányos történetek”, a komplexitás, kidolgozottság és irodalmi érték szempontjából a buddhista hatásra megjelent sárkánykirály figurájával érték el a csúcspontjukat. Az addig leginkább meghökkentő, fantasztikus anekdotajellegű történetek mellett megjelent a sárkánykirály tökéletesen, részletgazdagon, színesen felépített alakja és világa. A késő népi szinkretikus mitológiai rendszerben a sárkánykirálynak, akárcsak a többi istenségnek, a Jáde Császárnak (Jü-ti (Yudi) 玉帝) volt az alárendeltje, akinek a palotájában olykor személyesen is tiszteletét tette. A mesékben, népszerű történetekben gyakorta esik szó a sárkánykirály lányairól, fiairól. Az ilyen történetek legjellemzőbb szüzséje, hogy az sárkánykirály gyermeke az emberek között valamilyen bajba kerül, majd az ifjú megmentője, meghívást kap a sárkánykirály palotájába, ahol bőkezűen megjutalmaztik, vagy valamilyen varázserejű tárgyat kap ajándékba. Ezek közül a talán a legismertebb, és magyarul is olvasható, a Tang-kori Li Csao-vej (Li Zhaowei) (李朝威; 766–820) A sárkánykirály lánya (Liu Ji csuan (Liu yi chuan) 《柳毅傳》) című elbeszélése.
A sárkánykirállyal kapcsolatos történetek közül is kiemelkedik a két legjelentősebb mitológiai témájú klasszikus kínai regény, a Nyugati utazás, valamint Az istenek birtokba helyezése (Feng sen jen ji (Feng shen yan yi) 《封神演義》). A két regényben szereplő, ide vonatkozó története nem csak abban hasonlít, hogy mind a kettőben a Keleti-tenger sárkánykirálya, Ao Kuang (Ao Guang) szerepel, hanem, hogy a hősök, Szun Vu-kung (Sun Wugong) (孫悟空), a majomkirály, illetve No-csa (Nezha) (哪吒) renitens, tiszteletlen viselkedésével konfliktusba keveredik a sárkánykirállyal, aki ezért bepanaszolja őket a Jáde Császárnál. A sárkány, illetve a sárkánykirály, a kínai mitológiában betöltött tiszteltreméltó helyzetét és megbecsülését jól példázza, hogy a renitens hősök tette, egyik esetben sem marad büntetlenül.
A Nyugati utazás 3. fejezetében Szun Vu-kung (Sun Wukong) hadsereggé szervezi a népét, gyakorlatoztatja őket, ő maga pedig ismét útra kell, hogy egy megfelelő fegyvert szerezzen magának. Ao Kuang (Ao Guang), a keleti sárkánykirály palotájába megy, ahol végül rátalál az Égi Folyót a helyére szegező vastuskóra, amit senki meg sem bír mozdítani. Szun Vu-kung (Sun Wukong) könnyedén kihúzta, és megfelelő méretű vasbottá zsugorította. Ekkor látta meg rajta a felírást, miszerint a neve: „Aranygombos, bűvös bunkó, kézre járó” (Zsu-ji csin-ku-pang (Ruyi jingubang) 如意金箍棒), melynek a súlya tizenháromezer-ötszáz font. Miután a sárkánykirály többi testvérétől páncélruhát és sisakot is szerez, továbbáll. A sárkánykirályok azonban panaszt teszenek ellene a Jáde Császárnál.
Az istenek birtokba helyezése 12. fejezetében a csodálatos körülmények között világrajött No-csa (Nezha) a Keleti-tengerbe trokolló Kilenc Kanyar Folyónál játszik, és felkavarja annak vizét a „Hét láb hosszú Mennyet Fölkavaró Damasztjával” (Csi cse hun tien ling (Qi chi hun tian ling) 七尺混天綾). Ebbe beleremeg Ao Kuang (Ao Guang) víz alatti kristálypalotája. A sárkánykirály a harmadik fiát Ao Ping (Ao Bing)et (敖丙) küldi a felszínre, hogy lássa el a fiú baját. Azonban szóváltásba keverednek és egymásnak akaszkodnak:

„– Ó! Szóval te lennél Ao Kuang (Ao Guang) fia. Csak ne olyan gőgösen! Ha tovább bosszantasz, hát istenuccse kirángatlak, te iszaplakó vén csík, de még bőrödből is kiforgatlak!
– Te ostoba gazfickó! – ordította tajtékozva a herceg. – Nem kell már sokat várnod.

Azzal alabárdját előreszegezve, újból No-csá (Nezhá)ra rontott.

No hiszen, No-csá (Nezhá)nak sem kellett több, előkapta a Mennyet Fölkavaró Damasztját, és felhajította az égbe, egyenest a sárkányfira. Egyszeriben ezernyi tűzgolyóbis jelent meg, mind a harmadik hercegre hullt, aki menten lefordult hátasa nyergéből. No-csa (Nezha) ekkor nekirontott, és a nyakára hágott, majd a magasba emelve a Világegyetem Karikáját, bezúzta vele a harmadik herceg koponyáját. A halott Ao Ping (Ao Bing) visszaváltozott eredeti formájába, és döglött sárkányként hevert No-csa (Nezha) lábai előtt.

– No, nézd már – csodálkozott No-csa (Nezha) –, hogy visszaváltozott igazi alakjába ez a kis mitugrálsz sárkányocska! Ha már így alakult, legalább kihúzom belőle az inakat, hogy édesapámnak legyen belőle sodronying.

Miután ezzel végzett, ott hagyta a döglött sárkányt, és indult egyenest haza...”

A sárkánykirály azonban ezért a tettéért bepanaszolja őt a Jáde Császárnál, aki kiszabja a fiú büntetését.

## Koreában
Kínai mintára a koreai mitológiának is része a sárkánykirály (jongvang (yongvang)), aki a víz alatti palotájában lakik és a vizek ura. A 6. holdhónap 15. napján, a fejmosás és a fésülködés napján régen áldozati szertartással egybekötött istentiszteletet rendeztek a számára, esős és bőtermésű évért fohászkodtak hozzá. A sárkánykirály tiszteletére elsősorban a sámánnők végezték el a szertartásokat. A sárkánykirály népszerű szereplője a koreai folklórnak, és alakja a középkori irodalomban is gyakorta felbukkan. A koreai népi kalendáriumban az 1. holdhónap 5. napját a „sárkány napjának” (rjongnal (ryongnal)) nevezik. A közhiedelem szerint, ha ezen a napon merítenek vizet a kútból, amelyben előző napon a sárkány lerakta a tojásait, a ház népe boldogságban és jólétben élhet egész esztendőn át.

### Magyarul
- ↑ Kínai mitológia 1988.:  „Kínai mitológia”. In Mitológiai enciklopédia II. kötet, 385-456. o. Fordította: Kalmár Éva. Budapest, Gondolat Kiadó, 1988. ISBN 963 282 028 2 II. kötet
- ↑ Koreai mitológia 1988.:  „Koreai mitológia”. In Mitológiai enciklopédia II. kötet, 457-477. o. Fordította: Kovács Zoltán. Budapest, Gondolat Kiadó, 1988. ISBN 963 282 028 2 II. kötet
- ↑ Miklós 1973.:  Miklós Pál. A sárkány szeme. Bevezetés a kínai piktúra ikonográfiájába. Budapest, Corvina Kiadó, 1973.
- ↑ Sárkánykirály 1956.:  A sárkánykirály lánya. Tang-kori történetek. Budapest, Új Magyar Könyvkiadó, 1956.
- ↑ Tokaji 2002.:  Tokaji Zsolt. Kínai jelképtár. Budapest: Szukits Könyvkiadó, 2002. ISBN 963 9393 27 4
- ↑ Vasziljev 1977.:  Vasziljev, L. Sz. Kultuszok, vallások és hagyományok Kínában. Budapest, Gondolat Kiadó, 1977. ISBN 963 280 475 9
- ↑ Vu 1980.:  Vu Cseng-en. A nyugati utazás, avagy a majomkirály története I-II. kötet. (2. kiadás) Ford., a jegyzeteket és a bevezetőt írta Csongor Barnabás. Budapest, Európa Könyvkiadó, 1980. ISBN 963 07 2234 8